# إدوين دياز
إدوين دياز (بالإنجليزية: Edwin Díaz)‏ هو لاعب كرة قاعدة أمريكي، ولد في 15 يناير 1975 في بايامون في الولايات المتحدة.

## وصلات خارجية
- إدوين دياز على موقعبيزبول رفرنس.كوم (الدوري الرئيسي) (الإنجليزية)
- إدوين دياز على موقعبيزبول رفرنس.كوم (الدوري الثانوي) (الإنجليزية)
- إدوين دياز على موقع مشجعي الرسوم البيانية (الإنجليزية)